# NGC 726
NGC 726 é uma galáxia espiral (Sd) localizada na direcção da constelação de Cetus. Possui uma declinação de -10° 47' 58" e uma ascensão recta de 1 horas, 55 minutos e 31,9 segundos.
A galáxia NGC 726 foi descoberta em 1886 por Frank Müller.